# محمدحسین باخرزی
محمدحسین باخرزی یا میر محمدحسین رزه‌ای باخرزی یا میر محمد حسین هروی از خوشنویسان و نستعلیقنویسان برجسته و از شاعران سدهٔ دهم هجری است.
اودر قزوین خوشنویسان می‌کرد و تذکره‌نویسان قدیمی‌تر او را از رزهٔ باخرز از نواحی نیشابور و تذکره‌های جدیدتر وی را از اسفراین دانسته‌اند. 
خط میر محمدحسین در کتابت را پخته و حتی بعضی در نهایت کمال ذکر کرده‌اند. وی در قزوین با اکثر بزرگان دربار شاه طهماسب همنشین بود اما پس از مرگ شاه به خراسان رفت و به کشاورزی پرداخت. قاضی احمد قمی مولف «خلاصه التواریخ» با او دیدار کرده و او را آراسته به کمالات و شعرش را نیکو دانسته است. در اوان ترکتازی ترکمانان و تحولات خراسان، پریشان حال و بی‌سامان شده و در همان اوان درگذشته است.
میر خلیل الله شاه خوشنویس نامدار دربار ابراهیم عادل‌شاه ثانی امیر دکن ملقب به «پادشاه قلم» برادرزاده میر محمدحسین بود.

## اساتید
برخی منابع او را شاگرد سلطان محمد خندان و شاه‌محمود نیشابوری دانسته‌اند و برخی او را
شاگرد محمدقاسم شادیشاه ذکر کرده‌اند که از تعلیم شاه محمود نیشابوری و سلطان محمد خندان نیز بهره‌مند شده‌است. 

## امضا
به قلم کتابت حمدحسین باخرزی چنین رقمی وجود دارد: «کاتبها الفقیر (محمدحسین) الحسینی غفر ذنوبه و ستر عیوبه. تحریرا فی شهر رجب المرجب سنهٔ ۹۷۶ بمقام رزه من اعمال باخرز».

## آثار
یک نسخه «دیوان» امیر شاهی که به احتمال قوی به خط اوست. 